# Gloriosa flavovirens
Gloriosa flavovirens (лат.) — вид однодольных растений рода Глориоза (Gloriosa) семейства Безвременниковые (Colchicaceae). Под текущим таксономическим названием был описан ботаниками Джоном Мэннингом и Анникой Виннерстен в 2007 году.
До перемещения в состав рода Глориоза таксон включался в состав рода Литтония (Littonia) nom. rej. и описывался под названием Littonia flavovirens Dammerbasionym; по причине продолжающихся споров о классификации родов Gloriosa и Littonia в некоторых источниках растение описывается под старым названием.

## Распространение и среда обитания
Эндемик Анголы.

## Ботаническое описание
Клубневой геофит.
Стебель высотой около 30 см.
Листья ланцевидно-ланцетной формы, загнутые, размером до 6×2,5 см.
Цветки одиночные; лепестки ланцетные, желтовато-зелёного цвета.